# Eunomo (médico)
Eunomo (em latim: Eunomus) foi um médico romano ativo em meados do século IV. É incerta a região onde atuou. O escritor e oficial imperial Ausônio ridicularizou-o na passagem 71 de sua Epigrafia.